# Прљава игра (филм)
Прљава игра (енгл. Leatherheads) је америчка драма из 2007. године, сценаристе, редитеља и главног глумца Џорџа Клунија.

## Улоге
| Глумац        | Улога            |
| ------------- | ---------------- |
| Џорџ Клуни    | Џими Конели      |
| Џонатан Прајс | CC               |
| Рене Зелвегер | Лекси Литлтон    |
| Џон Красински | Картер Радерфорд |
| Стивен Рут    | Suds             |

## Критике
Филм је добио различите оцјене критичара. По статистици од 5. априла 2008. године 54% критичара на сајту „Трули парадајзи“ дало је филму позитивне коментаре, од укупно 108 прегледа. На сајту „Метакритик“ филм је добио просечан резултат 57/100, на основу 32 критичарска прегледа.